# Geranomyia costomaculata
Geranomyia costomaculata is een tweevleugelige uit de familie steltmuggen (Limoniidae). De soort komt voor in het Nearctisch gebied.